# Стадион Стенфорд
Стадион Стенфорд (енгл. Stanford Stadium) је вишенаменски стадион, који се налази у Станфорду, (Калифорнија, САД). Капацитет 50.424 места за седење. Отворен је 1921. као фудбалски и атлетски стадион, у облику потковице са дрвеним седиштима на челичном оквиру. Његов првобитни капацитет седења био је 60.000, који је нарастао на 89.000 до 1927. као скоро затворена чинија.
Одмах након сезоне 2005. стадион је срушен и поново изграђен као бетонска конструкција на два спрата, без стазе. Данас има 50.424 места. Терен за игру са природном травом се протеже од СЗ-ЈИ, на приближној надморској висини од 60 ft (18 m) изнад нивоа мора.

## Историја
Стадион Стенфорд је изграђен за пет месеци 1921. године и отворио је капије 19. новембра, заменивши Стенфорд филд. Прва утакмица је била против ривала Калифорнијских златних медведа, који су победили Стенфорд са 42 : 7 у „Великој утакмици” америчког фудбала. Капацитет седења је првобитно био 60.000, са структуром у облику слова У од 66 редова, која је у то време била друга после Јејл Боула.
Године 1925. стадиону је додато 10.200 седишта, скоро затварајући потковицу док је укупна висина објекта и даље остала нетакнута. Године 1927. додато је четрнаест додатних редова седишта, чиме је стадион повећан на максимални капацитет од 85.500, са осамдесет редова седишта.  1932. године стадион је био домаћин првенства САД у атлетици на отвореном. Стадион Стенфорд је 1935. поставио рекорд (за то време) за посећеност једне утакмице, са 94.000 гледалаца који су га испунили за победу од 13 : 0 над Калифорнијом.

### Фудбал
Стадион је био домаћин фудбалских утакмица за Летње олимпијске игре 1984. као једно од три места ван јужне Калифорније за те Олимпијске игре, Светско првенство у фудбалу 1994. и Светско првенство у фудбалу за жене 1999. године.
МЛС тим ФК Сан Хозе ертквејкси је био домаћин једном мечу на стадиону сваке године од 2011. Противник прве године био је Њујорк ред булс од 2012. године, ертквејкси су користили стадион за домаћинство домаћег меча Калифорнијског класика против Лос Анђелес галаксија.
Светско првенство у фудбалу 1994.
| Датум         | Време (UTC-7) | Екипа #1   | Резултат                   | Екипа #2         | Коло          | Посета |
| ------------- | ------------- | ---------- | -------------------------- | ---------------- | ------------- | ------ |
| 20. јун 1994. | 13:00         | Бразил     | 2 : 0                      | Русија           | Група Б       | 81,061 |
| 24. јун 1994. | 13:00         | Бразил     | 3 : 0                      | Камерун          | Група Б       | 83.401 |
| 26. јун 1994. | 13:00         | Швајцарска | 0 : 2                      | Колумбија        | Група А       | 83.401 |
| 28. јун 1994. | 13:00         | Русија     | 6 : 1                      | Камерун          | Група Б       | 74.914 |
| 4. јул 1994.  | 12:35         | Бразил     | 1 : 0                      | Сједињене Државе | Осмина финала | 84.147 |
| 10. јул 1994. | 12:35         | Румунија   | 2 : 2 (п.с.н.) (4 : 5 пен) | Шведска          | Четвртфинале  | 83.500 |

Светско првенство у фудбалу за жене 1999.
| Датум        | Време (UTC-7) | Екипа #1         | Резултат | Екипа #2 | Коло       | Посета |
| ------------ | ------------- | ---------------- | -------- | -------- | ---------- | ------ |
| 4. јул 1999. | 13:30         | Сједињене Државе | 2 : 0    | Бразил   | Полуфинале | 73.123 |

### Остале међународне фудбалске утакмице
| Датум          | Такмичење                            | Екипа            | Рез   | Екипа     | Посета |
| -------------- | ------------------------------------ | ---------------- | ----- | --------- | ------ |
| 14. дец. 1996. | Квалификације за СП 1998. (Конкакаф) | Сједињене Државе | 2 : 1 | Костарика | 40.527 |
| 16. март 1997. | Квалификације за СП 1998. (Конкакаф) | Сједињене Државе | 3 : 0 | Канада    | 28.898 |